# John Sayre
John Sayre (født 1. april 1936 i Tacoma, Washington, død 9. november 2023) var en amerikansk roer og olympisk guldvinder.

## Rokarriere
Sayre roede for University of Washington, der deltog i Henley Royal Regatta i 1958 i otteren og der blev besejret af det sovjetiske hold fra Leningrad, men efterfølgende besejrede denne båd ved et stævne i Moskva. Derpå stillede han op for Lake Washington Rowing Club og var med i en firer uden styrmand, der vandt guld ved de panamerikanske lege i 1959. Ved OL 1960 i Rom var han igen med i fireren uden styrmand sammen med Arthur Ayrault, Ted Nash og Rusty Wailes, og amerikanerne blev i indledende heat besejret af den britiske båd og måtte dermed i opsamlingsheat. Dette vandt de og var dermed i finalen, hvor blev tæt mellem de tre første, den italienske, den sovjetiske og den amerikanske båd. Resultatet blev, at amerikanerne fik guld, et halvt sekund foran italienerne, mens den sovjetiske båd fik bronze.

## Videre karriere
Sayre kom til at arbejde inden for mange områder. Således var han med i organisationsdelen af kulturforeningen "Up with People", senere var han med i Jacques Cousteaus organisation for bevaring af verdenshavene, lige som han arbejdede for det amerikanske indenrigsministerium. Han var stærkt engageret i beskyttelsen af laks og grundlagde flere organisationer, der arbejdede med stammer af disse fisk, samt regeringsorganer, der hjalp med at frede visse underarter.

## OL-medaljer
- 1960:  Guld i firer uden styrmand